# Grand Beach (Michigan)
Pour les articles homonymes, voir Grand Beach.
Grand Beach est un village du comté de Berrien, dans l'État du Michigan, aux États-Unis. En 2020, il comptait une population de 310 habitants.